# La Motte-de-Galaure
La Motte-de-Galaure korábbi község (település) Franciaországban, Drôme megyében. 2022. január 1-jén Mureils községgel egyesült és delegált községként Saint-Jean-de-Galaure új község része lett.
Lakosainak száma 794 fő (2018. január 1.). La Motte-de-Galaure Albon, Claveyson, Fay-le-Clos, Mureils, Saint-Barthélemy-de-Vals és Saint-Uze községekkel határos.

## Népesség
A település népességének változása:
| Lakosok száma | 514  | 489  | 441  | 543  | 670  | 774  | 784  | 804  | 795  | 794  |
|               | 1968 | 1975 | 1982 | 1999 | 2006 | 2011 | 2013 | 2016 | 2017 | 2018 |